# Schwefelquelle Östringen
Im Krummbachwald bei Östringen (Landkreis Karlsruhe) befindet sich auf einer Waldlichtung die gefasste, öffentlich zugängliche Schwefelquelle Östringen, deren Wasser Heilkräfte und Förderung der Immunabwehr nachgesagt werden. Die Schwefelquelle ist seit 2018 ein Erlebnisort des Geopfads im Östringer Kraichgau.

## Geologie
Die Quelle beinhaltet wie die Heilquellen von Bad Mingolsheim und Bad Schönborn gelöstes, schwefelhaltiges Natrium-Hydrogen-Carbonat (Na-HCO3) aus den bitumösen Schichten des Posidonienschiefers der Langenbrückener Senke. Das Gestein tritt eindrucksvoll an der Posidonien-Schiefergrube in Langenbrücken zu Tage. Durch Verwitterung von Schwefelkies (Pyrit) FeS2 im Untergrund, entsteht hier infolge Oxidation, mit nachfolgender bakterieller Reduktion des Sulfations, Schwefelwasserstoff (H2S). Er gibt der Mineralquelle den typischen Geruch nach faulen Eiern. Mancherorts kommt diese unangenehme Eigenschaft auch in der Namensgebung von Schwefelquellen, wie z. B. „Faulborn“ oder „Faulbrunnen“, zum Ausdruck.
Im Gegensatz zu den Heilquellen in Bad Schönborn, die mit über 40 °C aus 630 m Tiefe gefördert werden, ist das Wasser der Schwefelquelle Östringen, das aus 130 m entnommen wird, kalt. Es enthält 1,5 g/l gelöste Mineralstoffe sowie 30 mg/l Schwefelwasserstoff. H2S ist ein giftiges Gas, das in höherer Dosis zu Vergiftungen führen kann. Besucher, die an der Schwefelquelle regelmäßig trinken, sollten daher beachten, dass der täglich aufgenommene Schwefelwasserstoffgehalt den Grenzwert von 100 mg nicht überschreitet.

## Vor Ort
Bereits 1949 ging die Östringer Ortsverwaltung das Thema „Schwefelquelle“ an und gründete eine Bad-GmbH. Gutachten zur Wasserqualität waren positiv, ebenso wie die Schüttung der Quelle. Nicht ausreichend war die Bereitschaft der Östringer Geschäftswelt, ins unternehmerische Risiko zu gehen und eine staatliche Anschubfinanzierung war seinerzeit nicht möglich.

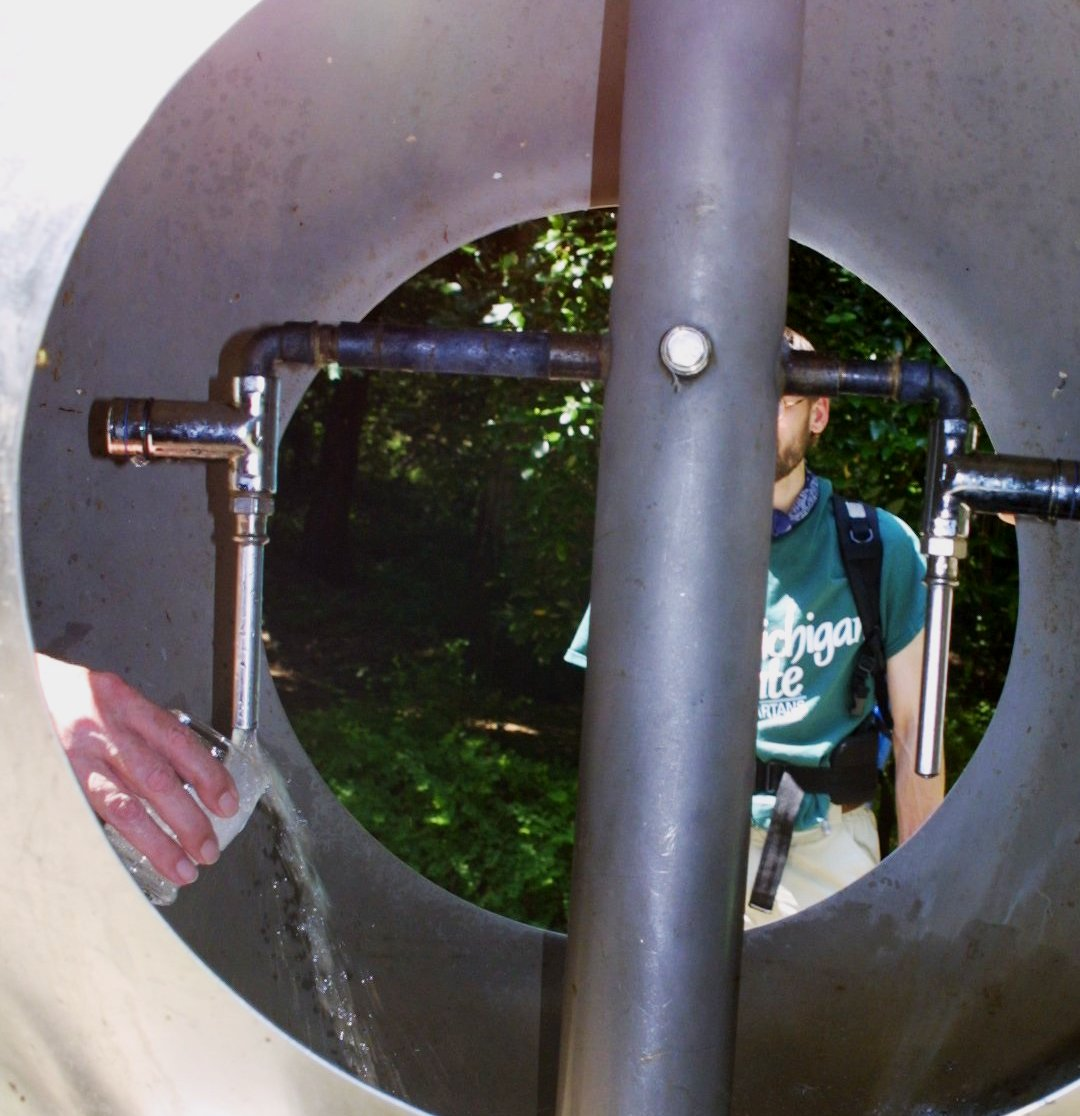
Zapfhähne am Trinkbrunnen

Die heutige Gestalt des Brunnens entstand im Jahr 1960, in der Hoffnung, das Heilwasser auch wirtschaftlich zu nutzen. Die hierfür erforderliche Tiefenbohrung auf 450 m wurde aber nach dem Einspruch der Gemeindeverwaltung Langenbrücken richterlich nicht genehmigt. Dort befürchtete man, den eigenen Quellen könnte so das Thermalwasser abgegraben werden. Der Wunsch der damaligen Gemeinde Östringen als Kurstadt „Bad Östringen“ aufzusteigen, scheiterte damit endgültig.
Heute zeigt eine Infotafel beim Waldparkplatz „Am Fischbach“, neben der Kreisstraße 3521 (Rettigheimer Straße), den ca. 400 m langen, allerdings nicht barrierefreien Fußweg ("Trimm dich Pfad") zur Schwefelquelle durch den Krummbachwald.
Die futuristische Gestaltung des Kurbrunnens und dessen kreisförmige Plattform inmitten der geschlossenen Waldfläche geben der Lokalität ein außergewöhnliches Erscheinungsbild. Mehrere Sitzbänke laden zum Verweilen ein. Wer von der Quelle kosten möchte, sollte einen Trinkbecher mit sich führen. Der Brunnen ist seit Sept. 2022 bis auf weiteres außer Betrieb (Stand: Juni 2024).